# Ytterlännäs distrikt
Ytterlännäs distrikt är ett distrikt i Kramfors kommun och Västernorrlands län. Distriktet ligger omkring Bollstabruk och Nyland i södra Ångermanland. 

## Tidigare administrativ tillhörighet
Distriktet inrättades 2016 och utgörs av Ytterlännäs socken i Kramfors kommun.
Området motsvarar den omfattning Ytterlännäs församling hade 1999/2000.

## Tätorter och småorter
I Ytterlännäs distrikt finns tre tätorter men inga småorter.

### Tätorter
- Bollstabruk (del av)
- Nyland
- Sandslån (del av)